# Siaia (condado)
Siaia (Siaya) é um condado do Quênia situado na antiga província de Nianza. Tem como capital a cidade de Siaia. De acordo com o censo de 2019, havia 993 183 habitantes. Possui 2 530 quilômetros quadrados de área. Antes era um dos distritos (vilaietes) de Nianza.